# William P. Gottlieb
Pour l’article homonyme, voir Gottlieb.
William Paul Gottlieb, né le 28 janvier 1917 à Brooklyn et mort le 23 avril 2006 à Great Neck, est un journaliste et photographe américain. Il est connu pour ses nombreuses photographies de musiciens de jazz américains prises entre 1938 et 1948.

## Biographie

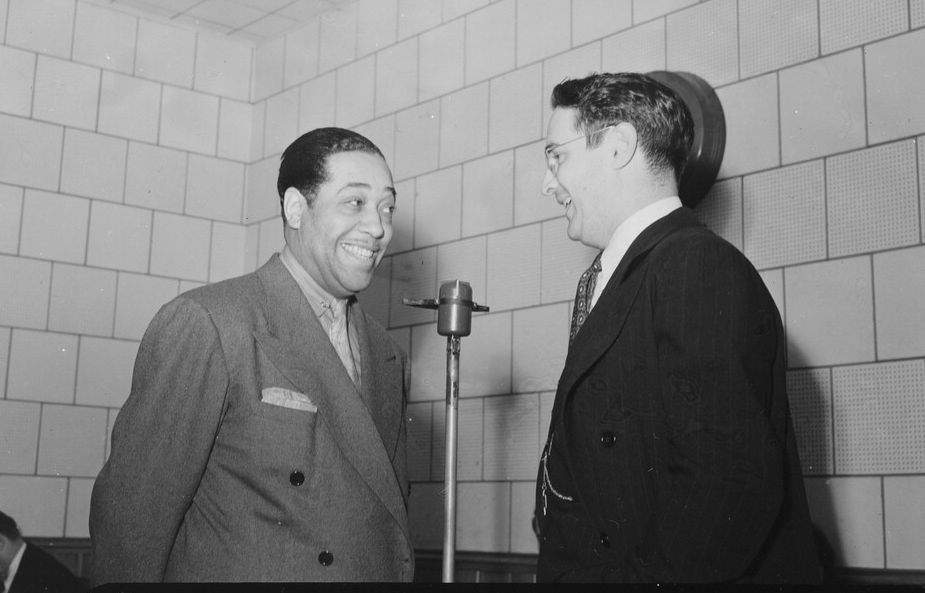
Duke Ellington et William P. Gottlieb au micro de Winx radio à Washington.

Jeune, sa famille déménage à Bound Brook dans le New Jersey où son père opère un commerce de bois et de charbon. Ses parents décèdent alors qu'il est adolescent.
En 1938, il obtient un diplôme d'économie politique à l'université Lehigh. Il contracte la trichinose, et alors au' il reste alité pendant plusieurs mois et devient fan de jazz en écoutant les disques qu'un ami lui joue.
Il est rédacteur au journal du campus The Lehigh Review. Après ses études, il travaille au service publicité du Washington Post et parvient à convaincre son éditeur de tenir de jazz publiée dans l'édition du dimanche. Comme le Washington Post n'avait pas les moyens de rémunérer un photographe professionnel pour illustrer sa rubrique, il s'achète son propre appareil photo pour prendre lui-même les clichés de musiciens de jazz. En 1941, il quitte le service publicit'e du Washington Post pour poursuivre ses études en économie et enseigne à l'université du Maryland, un poste qu'il quitte quand l'université refuse de lui laisser enseigner des cours sur le jazz.
Mobilisé en 1943, il est officier au service photographique de l'armée de l'air.
Après la guerre, il part pour New York et devient journaliste-photographe pour le magazine de jazz DownBeat de 1946 à 1948. Il est responsable de la critique de concerts et tient la colonne "Posin" dont le concept est de poser des questions ouvertes aux grands musiciens de jazz. Il rédige et publie des photos également pour The Record Changer, The Saturday Review et Collier's. En 1948, il décide de prendre ses distances avec le monde du jazz pour se consacrer à sa famille.
Il écrit ensuite des livres pour enfants. En 1994, la United States Postal Service sélectionne les photos de William P. Gottlieb pour une série de timbres sur les légendes du jazz. En 1995, il vend 2 000 de ses photos à la Bibliothèque du Congrès.
Il décède le 23 avril 2006 d'une crise cardiaque.

## Publications
- The Golden Age of Jazz. 1979.